# Qigong
Qigong, chi kung, ali chi gung (气功 ali 氣功; izgovorjava: "ći ġong" ali ći ġung oziroma kot tʃi'gʊŋ (IPA), slovenski zapis: čigong ali či kung) je sistem telesnih in dihalnih vaj ter meditacije, ki izvira s Kitajske.  Korenine qigonga so v tradicionalni kitajski medicini, v kitajskih borilnih veščinah in v kitajski filozofiji, zato v qigongu tradicionalno vidimo vadbo za kultiviranje in uravnovešanje qija (chi) oziroma tega, kar imenujemo "notranja življenjska energija". Najpogosteje nastopa v obliki, kjer skušamo usklajevati dihanje, gibanje, pozornost, zdravljenje in meditacijo. Tipična vadba qigonga vključuje ritmično dihanje  v kombinaciji s počasnimi stiliziranimi fluidnimi gibi, umirjenostjo uma in vizualizacijo, s katero qi vodimo skozi telo. Danes qigong vadijo tako na Kitajskem kot drugod po svetu, pri čemer ga nekateri vidijo kot obliko telovadbe, nekateri kot obliko alternativne medicine, drugi pa kot obliko meditacije. Iz filozofskega zornega kota naj bi qigong pomagal razvijati človekove potenciale, omogočal dostop do višjih nivojev zavesti in prebujal posameznikovo »resnično naravo«.

## Etimologija
Qigong (Pinyin), ch'i kung (Wade-Gilesovo prečrkovanje), in chi gung (prečrkovanje Yale) izhaja iz dveh kitajskih pismenk qì (氣) in gōng (功). Qi (ali chi) običajno prevajamo kot življenjsko energijo, življenjsko silo, energijski pretok, definicije pa pogosto vključujejo povezave z dihanjem, zrakom, oziroma odnos med materijo, energijo in duhom. Qi predstavlja osrednji princip v kitajski tradicionalni medicini in v kitajskih borilnih veščinah. Gong (ali kung) pogosto prevajamo kot delo ali vadbo, defincije pa pogosto vključujejo pomen spretnosti, veščosti, zalužnosti, dosežkov, služenja, rezultatov, dovršitve in ga pogosto uporabljamo v izrazu gongfu (kung fu) v pomenu doseganja rezultatov skozi veliko vloženega truda. Obe besedi skupaj opisujeta sisteme kultiviranja in uravnovešanja življenjske energije in to zlasti z namenom izboljšanja zdravja.
V daoistični literaturi lahko izraz qigong (氣功) sicer sledimo vsaj do zgodnjih časov dinastije Tang (618-907 n.š.), vendar pa se izraz qigong kot ga uporabljamo danes, pojavi v poznih štiridesetih in nato v petdesetih letih 20. stoletja, da bi zajel široko paleto kitajskih vaj za samo-kultiviranje, s poudarkom na zdravju in znanstvenih pristopih, ki imajo prednost pred kitajskimi alkimističnimi praksami, misticizmom in predajanjem tradicije preko elitnih rodbin oziroma skupin.

## Zgodovina
Zgodovino qigonga lahko sledimo vsaj 4.000 let nazaj v preteklost. Tekom časa se je v različnih segmentih kitajske družbe razvila množica različnih oblik qigonga, in sicer v tradicionalni kitajski medicini iz preventivnih in kurativnih razlogov, v konfucionizmu za dolgo življenje in boljšo moralo,  v daoizmu in budizmu kot del  meditativne prakse, in v kitajskih borilnih veščinah z namenom povečati sposobnosti za boj. Sodobni qigong odseva različne in včasih ločene tradicije, predvsem pa daoistično meditativno prakso "notranje akimije" (Neidan 內丹术), staro meditativno prakso "kroženja s qijem" (Xing qi 行氣), "stoječo meditacijo" (Zhan zhuang 站桩) ter počasno telovadbo z dihanjem (Dao yin 導引). Tradicionalno se je znanje o qigongu prenašalo s strani usposobljenega mojstra na izbrane učence v elitni neprekinjeni verigi nasledstva, s tipično skrivnim in ezoteričnim znanjem o vadbi in s poudarkom na ustni predaji znanja.
Od konca štiridesetih let in skozi petdeseta leta 20. stoletja si je komunistična oblast na kitajski celini prizadevala,  da bi različne tradicije qigonga integrirala v en sam skladen sistem, ki bi slonel na trdnih znanstvenih temeljih.  V tem času je kitajski zdravnik Liu Guizhen (劉貴珍) (1920–83) sisteme qigonga opredelil brez religiozne in filozofske interpretacije. Liuguizhen je leta 1954 v letovišču Beidahe odprl prvo bolnišnico, ki je uporabljala qigong.
Če je v času Velikega skoka naprej (1959-1961) qigong še krepil svoj vpliv, je postal v času kulturne revolucije (1966–1976) prepovedan, ker so ga povezovali z vraževerjem ali pa z ostanki fevdalizma. Po koncu kulturne revolucije se je okrog leta 1979 za qigong pričelo zelo ugodno obdobje. Popularnost qigonga je hitro naraščala v obdobju vladavine Deng Xiaopinga in Jiang Zemina v sedemdesetih, osemdesetih in devetdesetih letih 20. stoletja, ko se je po splošnih ocenah s qigongom ukvarjalo med 60 in 200 milijoni Kitajcev.
Leta 1999 se je kitajska oblast odločila narediti konec širjenju tradicionalističnih oblik morale, spiritualizma in misticizma, zato je postrožila nadzor nad vadbo qigonga, skupine kot so Falun Gong ali Zhong Gong pa so postale prepovedane in sledilo je grobo preganjanje gibanja Falun gong. Leta 2000 je bila ustanovljeno Zduženje qigonga, da bi uredili področje qigonga.
Preko kitajske diaspore, turizma na Kitajskem in globalizacije se je prakticiranje qigonga razširilo tudi po svetu. Izven Kitajske praktikanti lahko vadijo tudi oblike qigonga, katerih vadba je na Kitajskem prepovedana. Tudi danes praktikanti izvirajo iz različnih okolij in qigong prakticirajo iz različnih vzrokov: nekateri za rekreacijo, drugi za preventivno medicino, samozdravljenje, samo-kultiviranje, meditacijo ali pa za izboljšanje borilne veščine.

## Tipologija
Posamezni qigong lahko na podlagi specifičnih kriterijev uvrstimo v določene zvrsti.  Qigong običajno vsebuje dihalne, fizične in mentalne vadbene metode, pogosto osnovane na kitajski filozofiji. Kriteriji za opredeljevanje qigonga so lahko cilj vadbe, dinamičnost vadbe, notranja ali zunanja vadba, pozornost na dihanju, in uporaba zunanjih pripomočkov.

### Qigongi glede na cilj vadbe
Cilj vadbe je lahko posveten, npr. izboljšanje zdravja oziroma borilne tehnike, lahko pa je povezan s svetovnim nazorom. Qigongi glede na cilj vadbe so lahko:
- Medicinski qigong, ki je pogosto povezan predvsem z daoističnim qigongom,[26] zato je med njima včasih težko razlikovati. Zdravilni qigong je usmerjen predvsem k temu, da vzpostavi ravnovesje qija;[26]
- Konfucijancem qigong omogoča, da preko dvigovanja zavedanja in preko spreminjanja morale postanejo Junzi (君子);[27][28][26]
- Daoistom qigong ponuja možnost za podaljšanje življenja in za duhovno razsvetljenje;[29]
- Budistom qigong daje možnost, da svojo duhovno pot zaključijo z razsvetljenjem, oziroma jim omogoča, da sami postanejo buddhe;[30][26]

- Qigong borilnih veščin je pomembno povezan z vadbo kitajskih borilnih veščin.[5] Praktikanti borilnih veščin so qigong teorijo predelali tako, da lahko s qigongom utemeljujejo kako povečati svojo sposobnost za boj.[5] Osredotočenost na qi je vir moči in vir notranje vadbe pri borilnih tehnikah kot so  Taijiquan, Xing yi in Ba gua zhang. Mnoge od borilnih veščin so zaradi »notranje vadbe« tudi same del tradicije qigonga. [31] Z vidika borilnih veščin je cilj vadbe qigonga pridobiti si vzdržljivost za prenašanje močnih udarcev (Železna srajca, 鐵衫)[32] in pridobiti si sposobnost, da zlomimo trdne predmete (Železna pest, 铁掌).[33][34] Posebno mesto med borilnimi veščinami z vidika qigonga zavzema Taijiquan (T'ai chi ch'uan太极拳; v krajšem zapisu tudi kot Taiji, T'ai chi) oziroma »pest Najvišje  oddaljenosti« ali »borilna veščina Najvišje  oddaljenosti« in je priljubljen sistem notranje Neijia (Nèijiā 內家) borilne veščine, ki se osredotoča na duhovne, duševne, in energijske  vidike vadbe.[35][36]  Čeprav je Taijiquan v osnovi borilna veščina, ga mnogi raziskovalci uvrščajo pod qigong.[37][38]

### Notranja ali zunanja vadba
- Zunanja vadba ali Wai Dan. Zunanja vadba ali Wai Dan pomeni poudarke na vadbi s telesom, pri čemer ga po kriteriju dinamičnosti vadbe lahko delimo na mirujoči ali gibajoči se Wai Dan:[39]

- Dinamična vadba praviloma vključuje pazljivo izdelano koreografijo fluidnih gibov, običajno povezanih z dihanjem in zavedanjem. Primera take vadbe sta Taijiquan s svojimi počasnimi stiliziranimi gibi in borilna veščina Baguazhang. Primer dinamične vadbe so tudi graciozni gibi, ki posnemajo gibanje živali, npr. Qigong petih živali. Beli žerjav, in Qigong divje goske (Dayan Qigong). Obstajajo tudi primeri  vadbe qigonga, kjer so gibi precej hitri. Takšna je npr. vadba Xing yija ali pa Xiang gonga.
- Mirujoči qigong vključuje zadržavanje določene drže za dalj časa.  V nekaterih primerih odseva vadbo yoge in njen razvoj v budistični tradiciji. Kot primer lahko vzamemo Yiquan, borilno veščino, ki se je razvila iz Xingyiquana, in ki poudarja pomen mirujočih stoječih drž. Drugi primer je zdravilna oblika Osmih kosov brokata (Ba duan jin), ki je zasnovana na zaporedju mirujočih položajev. Mirujoči qigong pozna stoječe, sedeče in ležeče položaje ter položaje, ki so podobni yogijskim asanam.

- Notranja vadba ali Nei Dan praviloma pomeni delo z meditacijo. Pri meditativni vadbi si lahko pomagamo z vizualizacijo, koncentracijo, mantro ali pa s pozornostjo na dihanju oziroma na kroženju qija.[48] Tako se npr. pri konfucionističnem pristopu osredotočamo na humanost in vrednote, v budističnih tradicijah umirimo um preko osredotočenosti na nekaj zunanjega (npr. na kraj) ali notranjega (npr. na dih, mantro, koan,  praznino...) V daoistični praksi in v praksi tradicionalne kiajske medicine se osredotočamo na kultiviranje qija v dantianih in na uravnovešanje pretoka qija skozi meridiane in druge energijske poti[12]

### Qigongi z uporabo zunanjih pripomočkov
Mnogi  sistemi vadbe qigonga  vključujejo uporabo zunanjih pripomočkov kot npr. uživanje zelišč , uporabo masaže, fizično manipulacijo ali uporabo drugih živih organizmov. Tako na primer nekatere medicinske oziroma daoistične oblike qigonga uporaljajo določeno prehrano in napitke, pri borilnih veščinah pa pogostom srečamo uporabo masaže in manipulacije s telesom. V nekaterih primerih medicinskega qigonga mojster uporablja zdravljenje brez stika s pacientom, tako da vodi qi iz svojega telesa v telo druge osebe. Pri Wuming qigogu npr. srečamo tako prenos energije z mojstra na praktikanta kot tudi uporabo določene prehrane. Pri Spiranju kostnega mozga pa npr. srečamo namerno obteževanje mod  in penisa oziroma vagine.

## Oblike qigonga
Leta  2003 je Kitajska zveza za zdravje in Qigong uradno priznala štiri zvrsti qigonga:
- Spreminjanje mišic/kit (Yì Jīn Jīng 易筋经);[51][52]
- Posnemanje petih živali (Wu Qin Xi 五禽戲);[53]
- Šest zdravilnih zvokov (Liu Zi Jue 六字訣);[54]
- Osem kosov brokata (Ba Duan Jin 段锦气功).[55]

Leta 2010 je Kitajska zveza za zdravje in Qigong uradno priznala  še pet dodatnih zvrsti qigonga:
- Tai Chi Yang Sheng Zhang: oblika Taijiquana, kjer uporabljamo tudi palico;
- Shi Er Duan Jin: dvanajst sedečih položajev;
- Daoyin Yang Sheng Gong Shi Er Fa: dvanajst tehnik iz tradicije Daoyina za vodenje in privlačenje qija;
- Mawangdui Daoyin: tehnika za vodenje qija skozi meridiane preko gibanja in zavedanja;
- Da Wu: koreografske vaje za krepitev sklepov in za vodenje qija.

Ostale splošno znane oblike qigonga so med drugim sledeče:  
- Dehteča vadba (Xiang Gong)
- Vadba kolesa Zakona (Falun Gong)
- Mistični qigong Pan Guja [57]
- Prvobitni qigong (Wujigong)[58][59]
- Spiranje kostnega mozga
- Qigong divje goske[60]
- Qigong letečega žerjava[61]
- Qigong zmaja in tigra[62]

## Teorija qigonga

### Osnovna načela qigonga
Čeprav nekatere zvrsti qigonga posameznih načel qigonga ne upoštevajo, na splošno ne glede s katerega zornega kota opazujemo vadbo qigonga (z vidika telesne vaje, zdravja, filozofije ali z vidika treninga borilnih veščin), obstaja več osnovnih načel vadbe qigonga:
- načelo enakomerno oblikovanih gibov: praviloma gre za natančno izvedene gibe, ki morajo biti prelivajoči se in uravnoteženi;
- načelo ritmičnega dihanja: dihanje je praviloma počasno, globoko, usklajeno s fluidnimi gibi qigonga;
- načelo uporabe zavedanja: qigong vadimo v umirjenem meditativnem stanju, s pozornostjo, ki se usmerja na vadbo oziroma njene cilje;
- načelo vizualizacije: pri vadbi qigonga pogosto vizualiziramo pretok qija, filozofske principe vadbe, estetiko gibov.

Dodatna načela:
- načelo mehkobe: qigong vadimo z mehkimi potezami na obrazu;
- načelo pravilne drže: stoja je praviloma vzravnana, s stabilno držo v nogah;
- načelo sproščenosti: relaxed muscles, slightly bent joints;
- načelo iskanja ravnotežja: gibi izhajajo oziroma se usklajujejo z osrednjo ravnovesno točko.

Cilji napredne stopnje:
- načelo sprejemanja: vadba qigonga mora biti čim bolj fluidna in sproščena;
- načelo umirjenosti: um mora biti pri vadbi čim manj vznemirjen;
- načelo mirovanja: mnogi napredni nivoji qigonga priporočajo vedno manjše gibe, vse do popolnega mirovanja.

### Tradicionalni pogledi
Iz tradicionalističnega zornega kota je temeljni namen vadbe qigonga v tem, da delamo s qi in jo uravnovešamo, saj naj bi qi vplivala na um (心), telo (身) in na duha (靈).  V kitajski filozofiji pojem qi kot oblike prodorne življenjske energije pomeni tako izvorno qi, ki jo oseba pridobi z rojstvom, kot qi, ki jo oseba pridobi iz zraka, vode, hrane, sončne svetlobe oziroma iz okolja nasploh.  Zagovorniki tradicionalnega pogleda verjamejo, da lahko oseba zboli ali celo umre, če se raven qi zmanjša, ali če postane neuravnotežena.  Zdravje naj bi si ponovno pridobili s ponovno okrepitvijo qija, z odstranjevanjem blokad qija oziroma s popravljanjem neravnovesja qija. 
Z vidika tradicionalne kitajske medicine s qigongom poskušamo odkriti in popraviti prikrito disharmonijo v povezavi s primanjkljajem ali viškom  qija, tako da na osnovi koplementarnih in nasprotujočih si silnic yin in yang ustvarjamo uravnotežen pretok qija.  Qi naj bi razvijali in shranjevali v treh glavnih središčih qija, ki se imenujejo dantiani, hkrati pa naj bi qi krožila skozi dvanajst  meridianov in mnoge manjše energijske kanale. Glavni meridiani naj bi bili povezani  z dvanajstimi ključnimi organi (Zàng fǔ). Uravnovešenost qi  opazujemo z vidika jina in janga ter petih elementov (Wu xing 五行).  Tovrstni tradicionalni koncepti ne ustrezajo moderni znanosti in medicini.

#### Struktura vadbe, ki sloni na tradicionalni kitajski medicini
Pri medicinskem qigongu se osredotočamo na qi in njeno ravnovesje pri kroženju skozi meridiane glede na pet elementov. Fiziološki sistem pri ljudeh tradicionalna kitajska medicina deli na jing (življenjsko esenco), qi (energijo) in shen (duh, višja duša). Med najbolj znane vaje medicinskega qigonga spadajo vaje Posnemanja petih živali (Wu Qin Xi) in Šest zdravilnih zvokov (Liu Zi Jue), ki skušajo prek stimulacije qija in pravilnega zaporedja vaj vzpostaviti večje ravnovesje. Zelo preproste vaje zdravilnega qigonga vključujejo tudi nihanje z rokami (Bai Bi) in samomasažo.

#### Struktura vadbe, ki sloni na daoistični podlagi
Tudi daoisti podobno kot tradicionalna kitajska medicina fiziološki sistem pri ljudeh delijo na jing, qi in shen. V telesu naj bi imeli po pristopu daoizma tri pomembne energijske zbiralnike ali Dan tiane- v trebuhu, v prsih in v glavi.Daostični sistem vadbe pozna več nivojev: 
- uporaba gibov za prečiščevanje jinga (v glavnem so to osnovne oziroma raztezne vaje);
- hranjenje qija z jingom pomeni vadbo nebeškega krogotoka[75] Za nebeški krogotok je značlno, da s qijem krožimo po zadnjem (hrbteničnem) in prednjem kanalu ter (mali nebeški krogotok) oziroma po vseh glavnih energijskih kanalih (veliki nebeški krogotok);
- hranjenje shena s qijem pomeni predvsem prebujanje zdravilnih moči;
- hranjenje praznine s shenom pomeni spiranje kostnega mozga, ki je predpriprava za razsvetljenje;
- vrnitev praznine v Dao je končna stopnja vadbe.

#### Struktura vadbe, ki sloni na budistični podlagi
Budistični qigong je marsikaj prevzel iz daoistične tradicije. Pri vadbi nebeškega krogotoka pristaši budističnega qigonga pri vdihu praviloma razširijo trebuh, med tem, ko ga pristaši daoističnega qigonga praviloma namenoma skrčijo, Bodhidharma (Pu Ti Damo) pa naj bi po izročilu zen budizma izdelal lastne vaje za spiranje kostnega mozga S qigongom, ki se je oblikoval znotraj tantričnega budizma, si prizadevamo doseči razsvetljenje z gojenjem ezoteričnih sposobnosti telesa, govora in uma, pri čemer sposobnosti preko telesa prebudimo z gibi in mudrami, preko govora z mantrami, preko uma pa z vizualizacijo.  V nasprotju z daoističnim pristopom, kjer je poudarek na Dan Tianih večji, budistični qigong pogosto poudarja delo s klasičnimi indijskimi čakrami in nadiji.

### Sodobni pogledi
Podobno kot pri tradicionalni kitajski medicini tudi razkol med tradicionalističnim vztrajanjem na ideji obstoja qi na eni in znanstvenimi pogledi na drugi strani ni nepremostljiv, če se v analizi posvetimo empiričnemu proučevanju učinkov vadbe qigonga, ne da bi se hkrati zapletli v spore o interpretacijah  kaj naj bi qi bila.  Obstaja tudi argumentacija, po katerem bi morali qi razlagati kot metaforo za biološke procese, upoštevati pa moramo tudi naraščajoče preučevanjebioenergetike . osnove qigonga lahko razlagamo tudi na osnovi sodobnih pogledov na zdravje, znanost, meditacijo, telovadbo  in stresni menedžment, biofeedback  in nevrologijo.

## Vpliv qigonga na zdravje

### Splošno
Kot oblika vadbe nežnih gibov, je qigong sestavljen iz značilno ponavljajočih se gibov, ki krepijo in raztezajo telo in pospešujejo gibanje tekočin (kri, sklepne tekočine, limfe), in ki vzpostavljajo ravnovesje in propriocepcijo  ter povečajo zavedanje o tem, kako se telo giblje skozi prostor.  Obstajajo različni nivoji vadbe qigonga, zato nekatere izmed njih  lahko vadijo tudi invalidi, starejši ljudje in ljudje,  ki okrevajo po poškodbah.
Ljudje, ki se ukvarjajo s qigongom, ga kot veščino zdravljenja uporabljajo tako v preventivne namene kot tudi v namene samo-zdravljenja, ki po tradicionalnem pogledu pomeni  vzpostavljanje ravnovesja med telesnimi meridiani, po katerih kroži qi, in spodbujanja notranje sposobnosti  telesa za samozdravljenje. Na Kitajskem qigong na široko uporabljajo kot del tradicionalne kitajske medicine in tako je qigong  del izobraževanja na kitajskih univerzah. Širom sveta se razširja mnenje, da je qigong oblika koplementarne in alternativne medicine, z ugodnimi rezultati na različna bolezenska stanja.

### Medicinske raziskave
Kot kaže naj bi qigong izboljševal zdravje in dobro počutje z mnogimi koristmi, kot so npr. izboljšanje kardiovaskularnih funkcij, zdravljenje posameznih akutnih bolezni in podaljševanje življenjske dobe. Toda mnoge od takih trditev so podprte le z anekdotami in ustnim izročilom ali pa z informacijami, ki so se jih učitelji predajali na izbrane učence. Število raziskav qigonga se povečuje, toda še vedno so za njegovo raziskovanje namenjena precej skromna finančna sredstva, polg tega pa le omejeno število raziskav ustreza medicinskim in znanstvenim standardom raziskovanja z uporabo kontrolnih skupin. V letu 2010 je zelo obsežen pregled tematike qigonga in taijija, zasnovan na preiskovanju ustrezne literature in na uporabi medicinskih podatkovnih baz iz obdobja 1993-2007, pokazal, da obstaja zgolj 77 ustreznih raziskav qigonga in taijija, ki so v svoji metodologiji  uporabljale preučevanje s kontrolnimi skupinami.  Na osnovi tega pregleda naj bi vadba qigonga prinašala ugodne rezultate na devetih področjih:
- Gostota kosti: vadba qigonga naj bi preprečevala osteoporozo in povečevala količino mineralov v kosteh;
- Učinki na sistem obtočil: zmanjšanje krvnega pritiska in srčnega utripa, povečanje spremenljivosti srčnega ritma (HRV) in izboljšanje biomarkerjev;
- Telesne funkcije: izboljšanje različnih indikatorjev (npr. moč krčenja mišic, fleksibilnost, hoja itd.);
- Padci in z njimi povezani dejavniki  tveganja: manjše število padcev in večje ravnovesje;
- Kvaliteta življenja: boljša telesna kondicija, boljše psihično ravnovesje, boljši medsebojni odnosi;
- Lastna učinkovitost: povečanje samozavesti in sposobnosti, da se soočimo z zdravstvenimi težavami, bolečino, stresom in novimi situacijami;
- Pričevanja o zdravstvenih rezultatih: vse manj poročil o bolečinah, izboljšanje različnih simptomov, vključno z vse manj občutkiov neudobja in vse manj nespečnostji;
- Psihološki simptomi: zmanjšanje strahov, depresij, stresa; izboljšanje razpoloženja in izboljšanje biomarkerjev kot so stresni hormoni (npr. nižji kortizol);
- Imunske funkcije in vnetja: izboljšanje krvnih markerjev za imunost (levkociti ,  eozinofil, protitelesa) in zmanjšanje markerjev za vnetja (citokini,  C-reaktivni proteini in interlevkin-6).

Med tem, ko so skoraj vse raziskave pokazale ugodne učinke vadbe qigonga, so mnoge od teh študij pokazale tudi zelo podobne učinke v primerjavi z običajno telovadbo. 

### Duševno zdravje
Obstajajo mnoge trditve tako o tem, da qigong izboljšuje duševno počutje, kot tudi o tem, da ga poslabšuje, pa naj gre za splošno počutje, reakcije na stres, strahove ali za depresijo. Večina medicinskih raziskav se je z vidikom duševnih dejavnikov ukvarjala šele drugotno, a kljub temu je večina teh raziskav pokazala pomembne koristi za duševno zdravje kot npr. zmanjšanje ravni kortizola, hormona, ki uravnava stres. Zlasti, če so bile vaje qigonga izvedene nepravilno oziroma, če so bile izvedene brez ustreznega vodstva, po nekaterih navedbah obstajajo primeri, ko vadba qigonga lahko povzroči  duševno motnjo, poznano kot Zou huo ru mo (走火入魔) ali "odlklon, ki ga povzroči qigong" (氣功偏差), kjer poleg drugih simptomov, lahko pride do občutka , da je med ali po vadbi nastal neobvladljiv pretok qija.

### Sporna vprašanja
V kolikor definicijo qigonga omejimo le na zaporedje fizičnih gibov in na zaporedje sprostitvenih vaj, potem se lahko pojavi spor o tem kakšne koristi prinaša qigong, kadar zagovorniki tradicionalističnih pogledov trdijo, da qigong daje rezultate oziroma sposobnosti, ki mejijo na nadnaravne. Nekateri preučevalci so qigong označili za psevdoznanost. Poleg tega pa nekateri trdijo, da vadba qigonga lahko vodi v zgrešene poglede in zlorabe, kar med drugim vključuje tako duševne težave kot nastajanje raznih kultov. 
Skepsa do qigonga je povezana tudi z nezaupanjem do področja tradicionalne kitajske medicine in v najširšem smislu tudi do alternativne medicine. Osnovna težava je, da informacije, ki jih pridobimo preko teh področij, ne ustrezajo znanstvenim merilom interpretacije. Skeptiki  zatrjujejo, da so koristi, ki izvirajo iz alternativne medicine, v najboljšem primeru zgolj posledica učinka placebo. Glavni argumenti z vidika skeptikov proti povezovanju vadbe qigonga in zdravstvenih rezultatov, so: 
- obstoj  qija oziroma kakršne koli oblike vitalizma še ni bil neodvisno potrjen na osnovi eksperimentalnega raziskovanja.  Ta koncept na področju bioloških znanosti ni priznan;[106]
- Prikaze borilnih veščin, kot npr. razbijanje trdih predmetov z udarci, je mogoče v celoti obrazložiti z zakonitostmi fizike, ne da bi se morali zanašati na koncept qija;[107][108]
- Trditve o razvoju nadnaravnih sposobnosti je mogoče obrazložiti kot trike, ki so bolj podobni  magiji kot pa resni znanstveni disciplini;[8][109][110][111][112][113]
- Osebne koristi bi lahko posamezne mojstre qigonga pripravile do tega, da pretiravajo v svojih trditvah.[8]

## Qigong v javnem življenju
Tradicionalno je vadba qigonga veljala za ezoterično in skrivnostno, znanje o qigongu pa se je prenašalo le od izkušenega učitelja na izbrane učence, pri čemer so te verige učiteljev in učencev izoblikovale lastne in podrobne interpretacije qigonga in lastne metode vadbe.  Skozi stoletja se je v različnih segmentih kitajske družbe razvilo veliko število oblik vadbe qigonga, pri čemer so učenjaki bolj poudarjali meditativno prakso, širše množice pa telesno oziroma dinamično vadbo.  
Kot del kulturnih sprememb, ki so se pojavile v času modernizacije Kitajske, je prišlo do združevanja različnih pristopov. V sodobni Kitajski  se je poudarek prenesel od tradicionalne filozofije, duhovnosti in folklore k zdravju, tradicionalni kitajski medicini in k borilnim veščinam ter k znanstvenemu pristopu.
Qigong danes vadijo milijoni ljudi po vsem svetu, predvsem z namenom, da bi izboljšali svoje zdravje, čeprav so mnogi praktikanti posvojili tudi tradicionalno kitajsko filozofijo, tradicionalno kitajsko medicino ali poglede, ki so značilni za praktiante borilnih veščin, pri čemer kot dokaz učinkovitosti qigonga pogosto uporabljajo tudi njegov dolgotrajen obstoj skozi zgodovino.